# Cuyo (Argentinië)

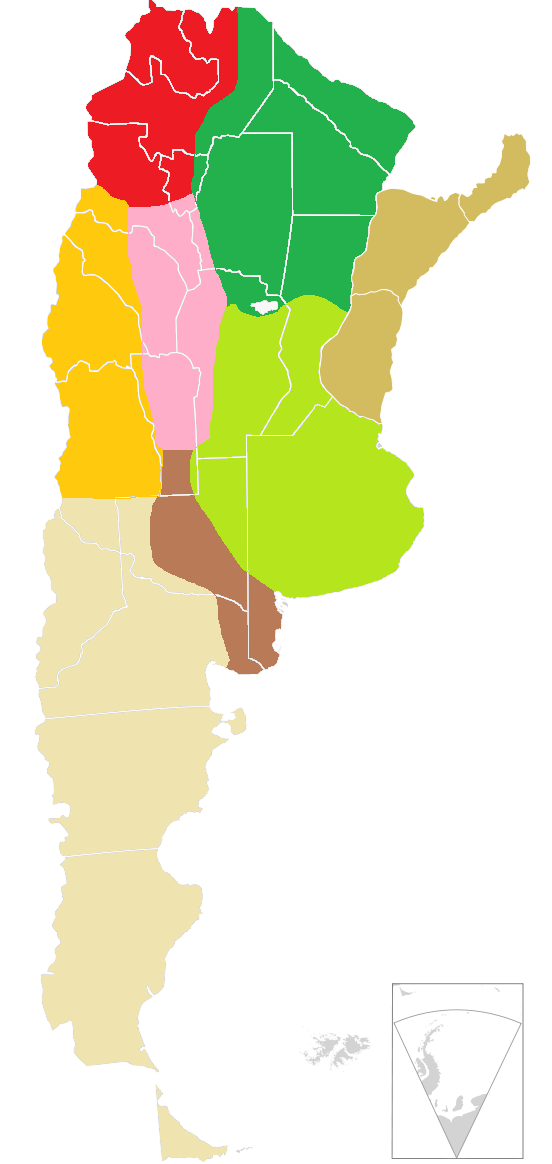
Cuyo is op deze kaart in oranje weergegeven

Cuyo is de naam van een van de zes regio's van Argentinië.
Het beslaat delen van de provincies San Juan, San Luis en Mendoza.
Dit gebied in Centraal-West-Argentinië is vooral bekend van zijn wijnen. Cuyo zorgt voor 80% van de nationale productie van wijnbouw en staat wereldwijd hoog aangeschreven.
In Cuyo zijn enkele van de populairste toeristische trekpleisters van Argentinië te vinden, met als hoogtepunt de Aconcagua, de hoogste berg van Zuid-Amerika. 

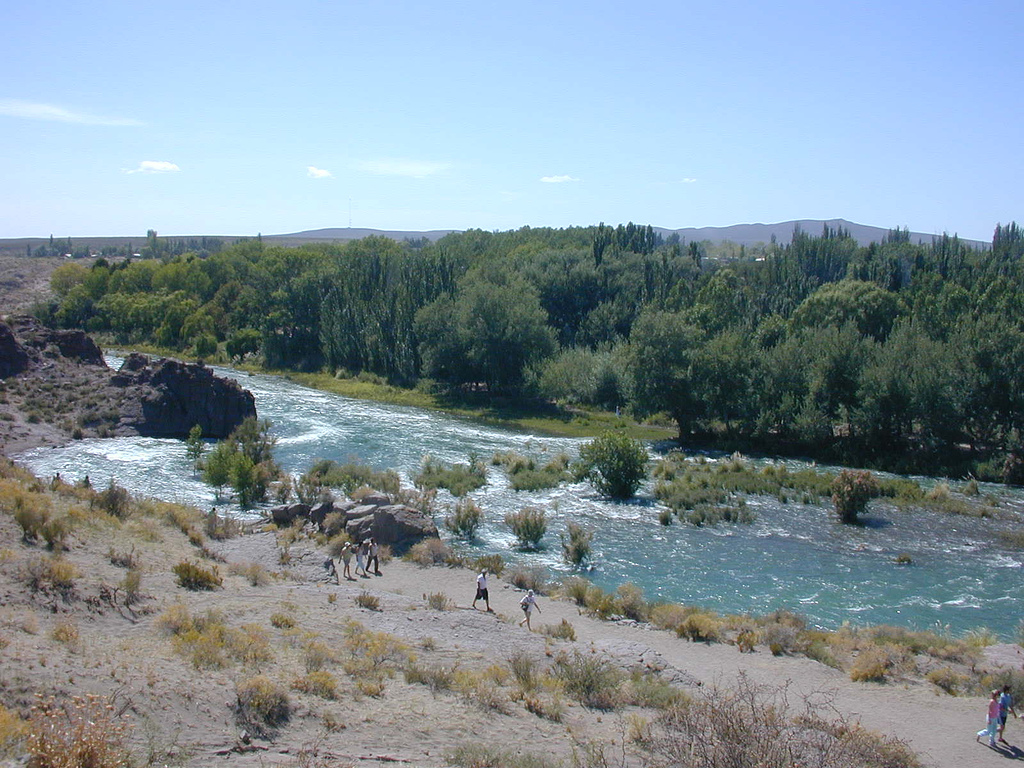
De rivier de Atuel in de provincie Mendoza